# Gołdap
Gołdap [ˈgɔwdap] (deutsch Goldap) ist eine Kleinstadt in der polnischen Woiwodschaft Ermland-Masuren.

## Geographische Lage

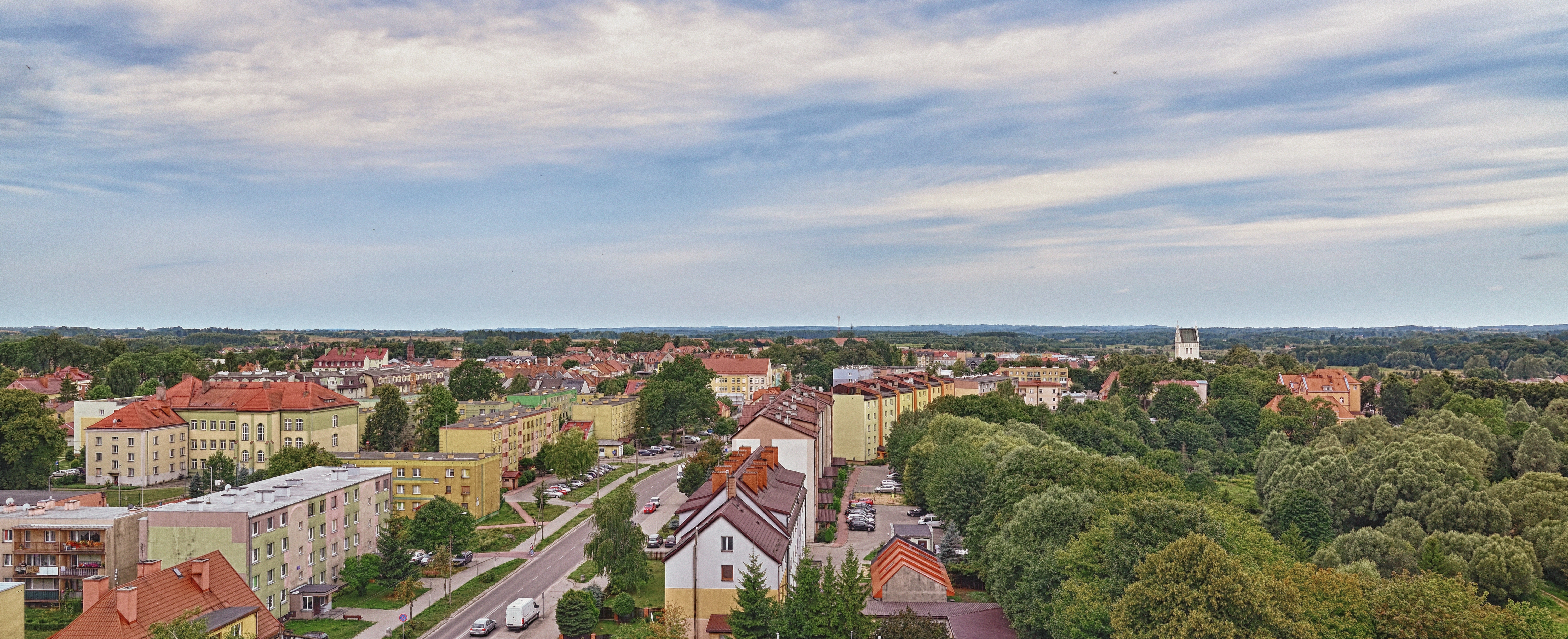
Östliches Stadtgebiet

Die Stadt liegt rund 130 Kilometer südöstlich von Kaliningrad (Königsberg, Russland) und etwa 200 km südwestlich von Vilnius (Wilna, Litauen) an der Grenze zur Oblast Kaliningrad (Königsberger Gebiet) im historischen Ostpreußen. Dort befindet sie sich an den Nordausläufern der Seesker Höhen am Flüsschen Goldap (Gołdapa), nahe dem Wald-, Mittelgebirgs- und Heidegebiet Rominter Heide (prußisch ram, rom: still, heilig).
|  |

### Allgemeines
Die Stadt- und Landgemeinde Gołdap umfasst eine Fläche von 362 km², was 46,86 % der Gesamtfläche des Powiat Gołdapski ausmacht. 62 % der Fläche werden landwirtschaftlich, 26 % forstwirtschaftlich genutzt.
Nachbargemeinden sind:
- im Powiat Gołdapski: Banie Mazurskie (Benkheim) und Dubeninki (Dubeningken, 1938–1945 Dubeningen)
- im Powiat Suwalski: Filipów
- im Powiat Olecki: Kowale Oleckie (Kowahlen)
- im russischen Rajon Nesterow: Tschistyje Prudy (Tollmingkehmen, 1938–1946 Tollmingen).

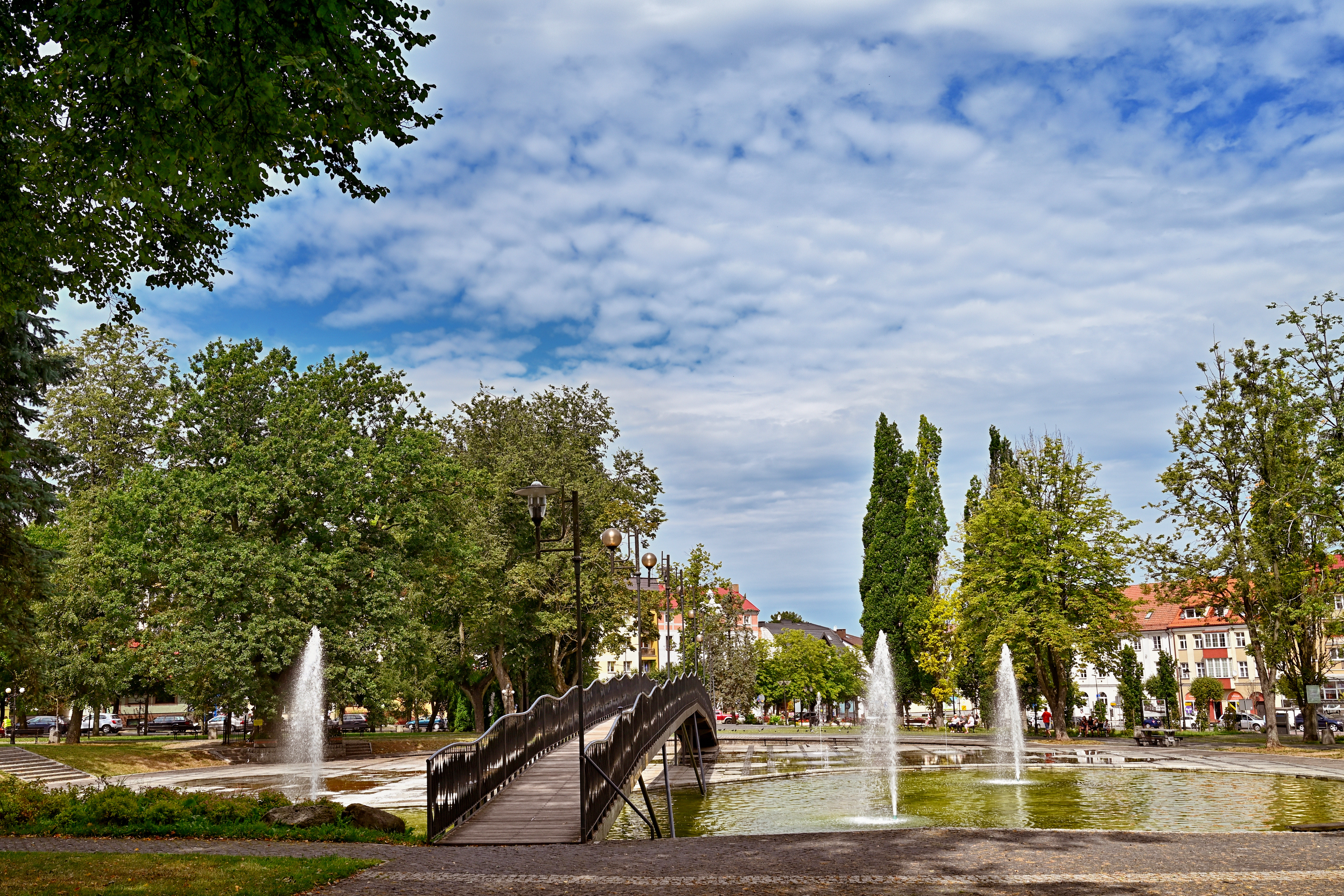
Marktplatz
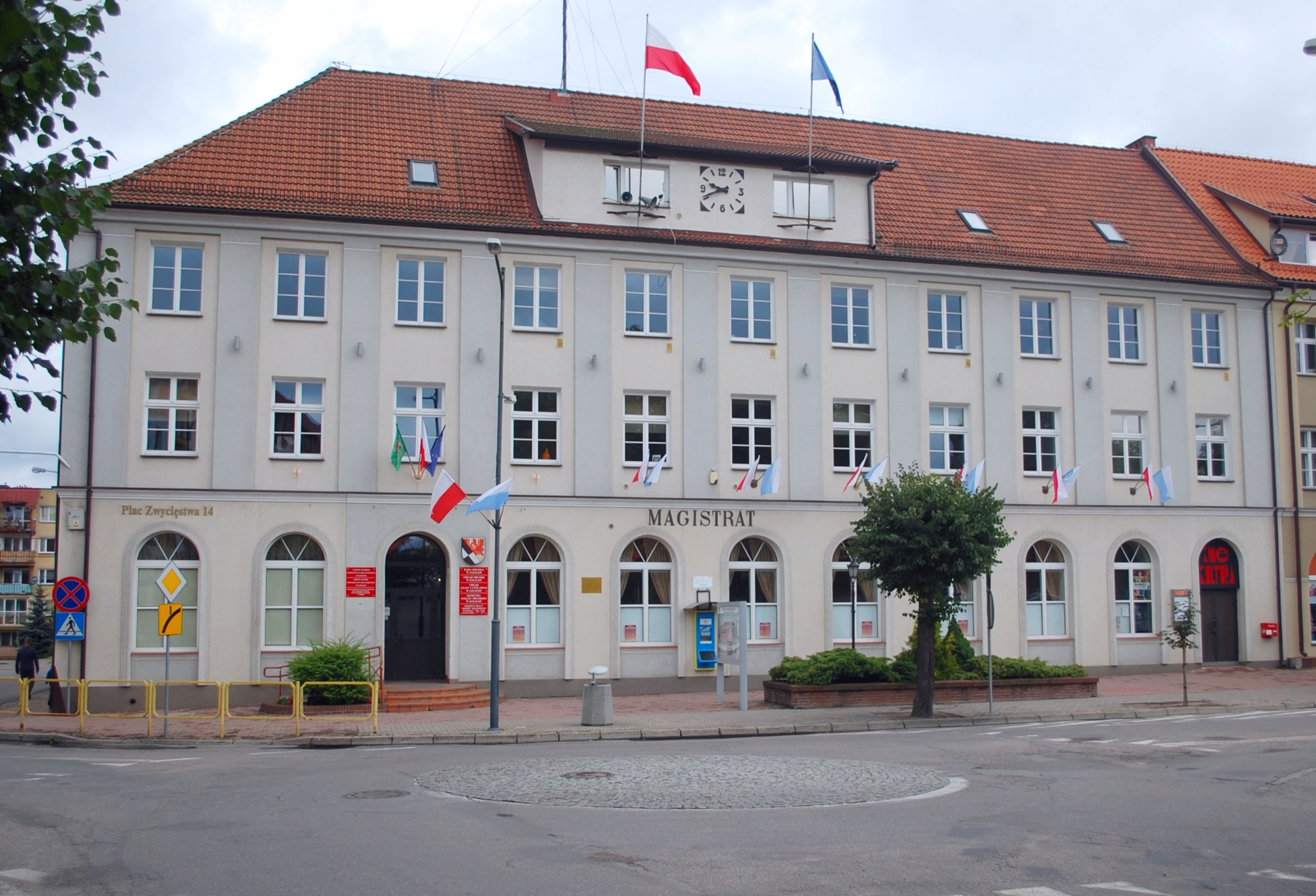
Gebäude des Magistrats
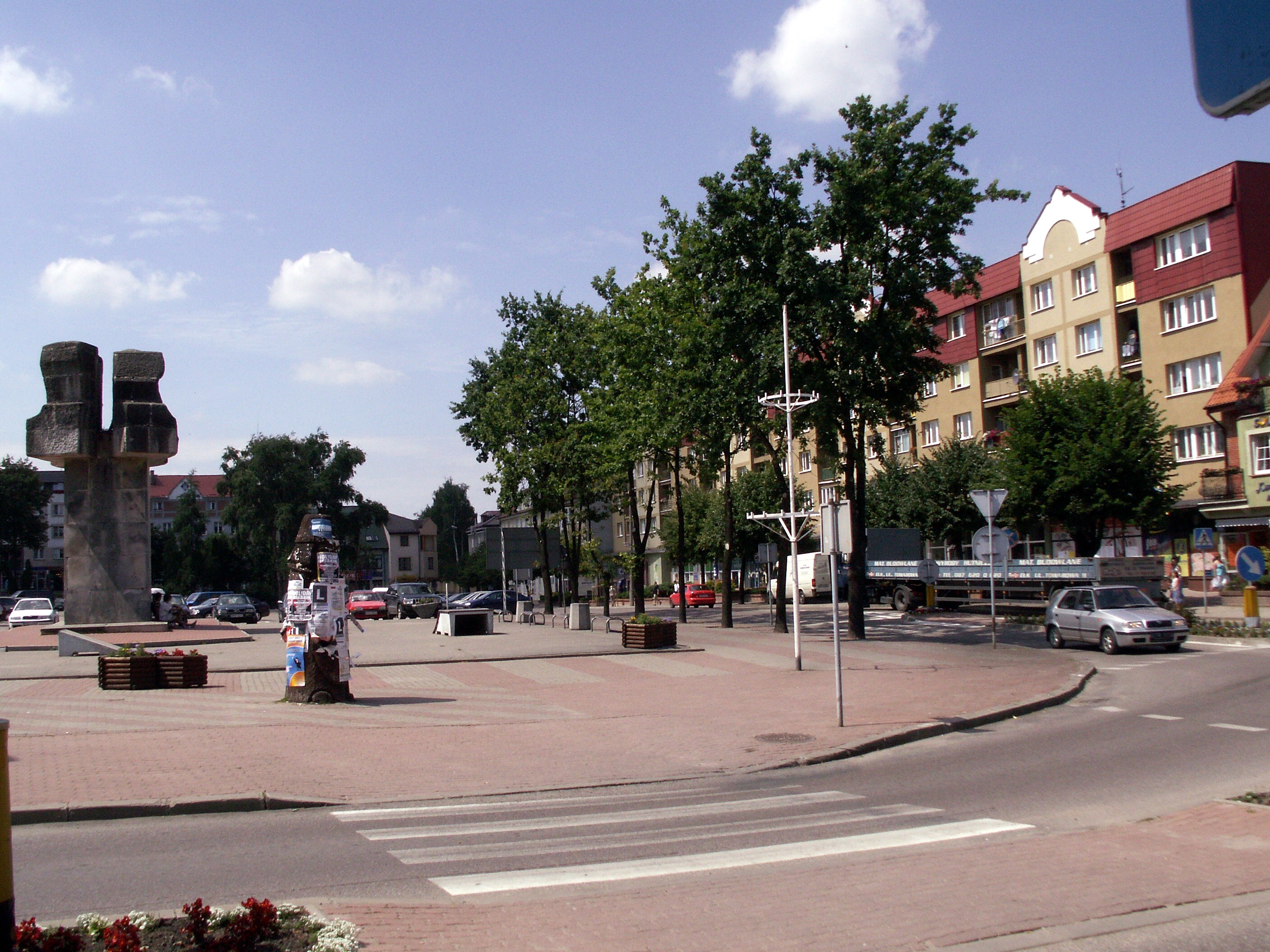
Stadtzentrum
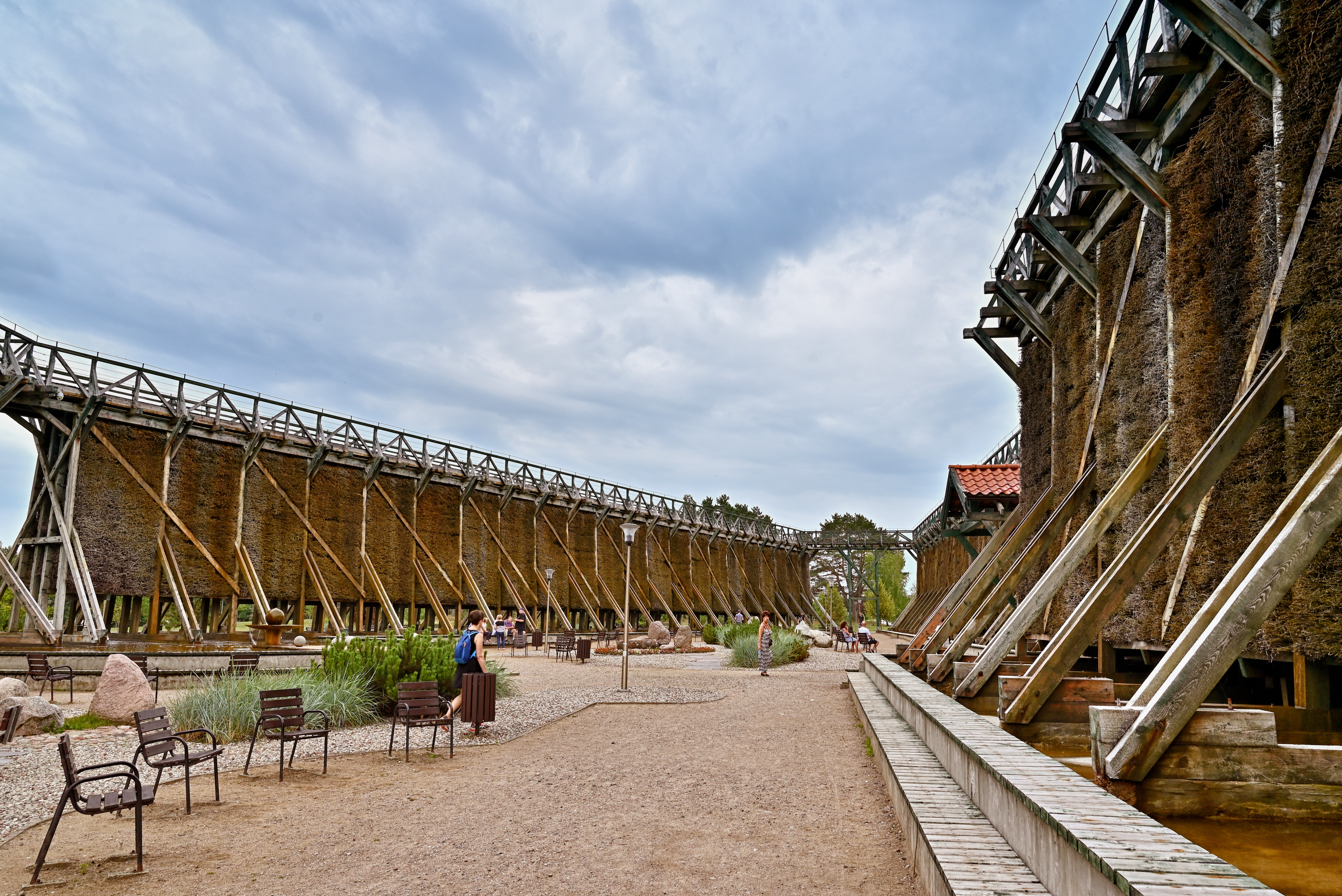
Gradierwerk am Goldaper See

### Gemeindegliederung
Zur Stadt- und Landgemeinde gehören, neben Gołdap selbst, die folgenden umliegenden Ortschaften:
| Babki            | Babken 1938–1945 Steinbrück                         | Jany             | Groß Jahnen                                | Pietrasze      | Pietraschen 1938–1945 Rauental                         |
| Bałupiany        | Ballupönen 1938–1945 Ballenau                       | Jeziorki Małe    | Klein Jesziorken 1930–1945 Klein Schöntal  | Pietraszki     | Petrelskehmen 1938–1945 Peterkeim                      |
| Barkowo          | Barkehmen 1938–1945 Barkau                          | Jeziorki Wielkie | (Groß) Jesziorken 1930–1945 Schöntal       | Pogorzel       | Pogorzellen 1906–1945 Hegelingen                       |
| Bitkowo          | Bittkowen 1938–1945 Bittkau                         | Juchnajcie       | Juckneitschen 1935–1945 Steinhagen         | Regiele        | Regellen 1938–1945 Glaubitz                            |
| Błażejewo        |                                                     | Jurkiszki        | Jörkischken 1938–1945 Jarkental            | Rostek         | Schöneberg                                             |
| Boćwinka         | Bodschwingken 1938–1945 Herandstal                  | Kalkowo          | Kalkowen 1938–1945 Kalkau                  | Rożyńsk Mały   | Klein Rosinsko 1938–1945 Bergershof                    |
| Boćwiński Młyn   | Bodschwingken Mühle 1938–1945 Herandstaler Mühle    | Kalniszki        | Kallnischken 1938–1945 Kunzmannsrode       | Rożyńsk Wielki | Groß Rosinsko 1938–1945 Großfreiendorf                 |
| Botkuny          | Buttkuhnen 1938–1945 Bodenhausen                    | Kamionki         | Kamionken 1938–1945 Eichicht               | Rudzie         | Rudzien 1938–1945 Rodenstein                           |
| Bronisze         | Wittichsfelde                                       | Kołkowo          |                                            | Samoniny       | Samonienen 1938–1945 Klarfließ                         |
| Czarnowo Średnie | Mittel Jodupp 1938–1945 Mittelholzeck               | Kolniszki        | Collnischken 1938–1945 Burgfelde           | Siedlisko      | Altenbude                                              |
| Czarnowo Wielkie | Groß Jodupp 1938–1945 Holzeck                       | Konikowo         | Kleeberg                                   | Skocze         | Skötschen 1938–1945 Grönfleet                          |
| Dąbie            | Eichenort                                           | Kośmidry         | Kosmeden                                   | Sokoły         | Sokollen 1938–1945 Hainholz                            |
| Dunajek          | Groß Duneyken 1928–1938 Duneyken 1938–1945 Duneiken | Kowalki          | Kowalken 1938–1945 Beierswalde             | Suczki         | Sutzken 1933–1945 Hitlershöhe                          |
| Dunajek Mały     | Klein Duneyken 1938–1945 Klein Duneiken             | Kozaki           | Kosaken 1938–1945 Rappenhöh                | Szyliny        | Schillinnen 1938–1945 Heidensee                        |
| Dzięgiele        | Dzingellen 1938–1945 Widmannsdorf                   | Łobody           | Liegetrocken                               | Tatary         | Tartarren 1938–1945 Noldental                          |
| Galwiecie        | Gehlweiden                                          | Marcinowo        | Marczinowen 1934–1945 Martinsdorf          | Użbale         | Uszballen 1936–1938 Uschballen 1938–1945 Langenrück    |
| Gieraliszki      | Gerehlischken 1938–1945 Gerwalde                    | Mażucie          | Masutschen 1938–1945 Oberhofen             | Wiłkajcie      | Wilkatschen 1938–1945 Birkendorf                       |
| Główka           | Glowken 1938–1945 Thomasfelde                       | Nasuty           | Nossuten                                   | Wilkasy        | Wilkassen 1938–1945 Kleineichicht                      |
| Górne            | Gurnen                                              | Niedrzwica       | Niederwitz                                 | Włosty         | Flösten 1938–1945 Bornberg                             |
| Grabowo          | Grabowen 1938–1945 Arnswald                         | Nowa Boćwinka    | Neu Bodschwingken 1938–1945 Neu Herandstal | Wronki Wielkie | Groß Wronken 1938–1945 Winterberg                      |
| Grygieliszki     | Grilskehmen 1938–1945 Grilsen                       | Okrasin          | Kettenberg                                 | Wrotkowo       | Friedrichowen 1938–1945 Friedrichau                    |
| Jabłońskie       | Jeblonsken 1938–1945 Urbansdorf                     | Osieki           | Ostkehmen                                  | Zatyki         | Satticken                                              |
| Jabramowo        | Abrahamsruh                                         | Osowo            | Ossöwen 1938–1945 Ossau                    | Żelazki        | Szielasken 1936–1938 Schielasken 1938–1945 Hallenfelde |
| Janowo           | Johannisberg                                        | Piękne Łąki      | Schönwiese                                 | Zielonka       |                                                        |

### Name
Der Name leitet sich vom prussischen galdape ab, was Fluss in der Mulde bedeutet. Die Goldap ist ein Fluss, der als Jarke im Südosten des Seesker Höhenzuges entspringt, dann in den Goldaper See fließt und diesen dann als Goldap verlässt.

## Geschichte

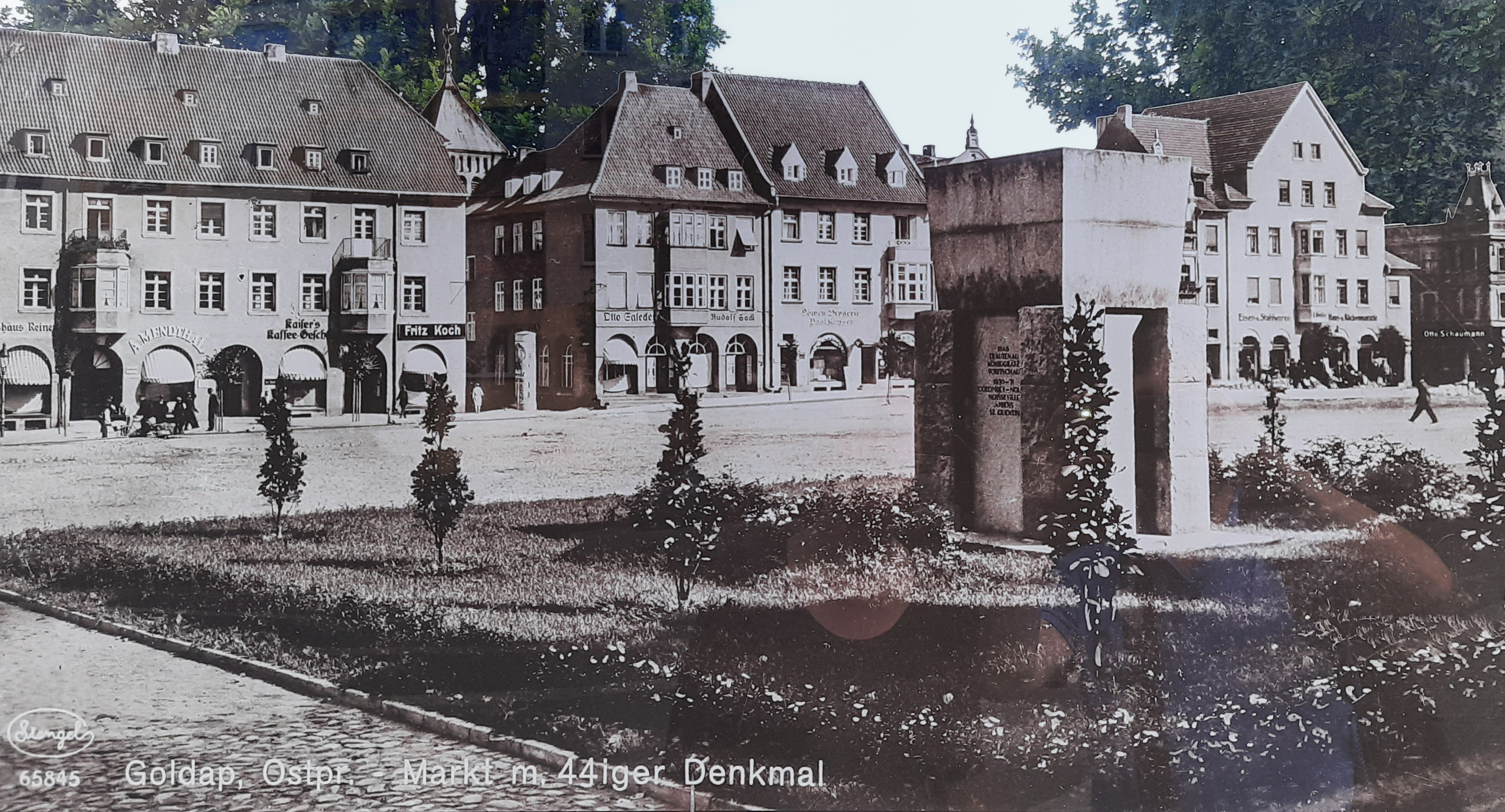
Historische Ansicht auf einer Schautafel im Ort

Die Stadt ist nach dem Fluss Gołdapa (Goldap) benannt. Im Umkreis von Goldap gab es prußische Wallburgen, beispielsweise in Klein Wronken, bei Texeln am Rominteufer, bei Ballupönen, bei Kollnischken, bei Pellkauen und bei Gut Adlersfelde.
Das spätere Kreisgebiet Goldap wurde erst ab 1535 planmäßig besiedelt.
Am 15. Mai 1570 wurde die Stadt Goldap durch Kaspar von Nostitz gegründet. Bis zum 17. Jahrhundert hatte die Stadt an der Ostgrenze Preußens ständig durch kriegerische Überfälle aus dem Osten zu leiden.
1657 wurde die Stadt von Tataren niedergebrannt. Dabei sollen auch viele Bürger verschleppt oder getötet worden sein, und Bürgermeister Dullo wurde auf dem Markt bei lebendigem Leibe öffentlich am Spieß gebraten. 1694 brannte die Stadt erneut ab.
Von 1709 bis 1711 wurde Ostpreußen von einer Pestepidemie heimgesucht. Einwanderer aus Brandenburg, Pommern, Magdeburg, Halberstadt, aus der Pfalz und dem Herzogtum Nassau, Deutsche und Schweizer, Preußen und Litauer ersetzten die gestorbene Bevölkerung. Seit 1732 kamen auch Salzburger Exulanten, die aus religiösen Gründen vertrieben wurden. Nach dem Zweiten Schlesischen Krieg wurde die Stadt Garnisonsstadt der „Schwarzen Husaren“. Von den ursprünglichen Laubenhäusern blieb beim dritten Brand 1834 kaum etwas übrig.
Am 29. September 1818 wurde Goldap zur Kreisstadt für den Landkreis Goldap und nach Aufhebung seiner vier Tore zur offenen Stadt erklärt.
Am 16. Oktober 1834 brach in Goldap eine verheerende Feuersbrunst aus, durch die 266 Gebäude, darunter das Rathaus, das Gerichtshaus, die alte Schule neben der alten Kirche, das Gerichtsgefängnis sowie 112 Privathäuser, eingeäschert wurden.
1879 wurde die Eisenbahnstrecke Insterburg–Goldap–Lyck in Betrieb genommen. Später kamen Nebenbahnen nach Angerburg und Tollmingkehmen hinzu.
Seit 1887 diente die Rominter Heide als Jagdrevier für Wilhelm II., der dort ein Haus im norwegischen Stil (Jagdhaus Rominten) und eine Stabkirche (die Hubertuskapelle) errichten ließ.
Zu Beginn des Ersten Weltkrieges 1914 wurde Goldap von der russischen Armee zerstört und besetzt. Nach ihrem Abzug begann der Wiederaufbau der Stadt im Stil der „Neuen Sachlichkeit“. Goldap war Sitz des gleichnamigen Landkreises.
Gegen Ende des Zweiten Weltkriegs wurde die Stadtbevölkerung am 21. Oktober 1944 evakuiert. Am folgenden Tag wurde Goldap von der sowjetischen Armee besetzt. Nach schweren Kämpfen gelang der deutschen Wehrmacht jedoch am 15. November noch einmal für wenige Wochen die Rückeroberung, was in der deutschen Propaganda groß gefeiert wurde. Im Verlauf der sowjetischen Winteroffensive fiel die Stadt am 18. Januar 1945 endgültig an die Rote Armee.
Nach Kriegsende 1945 wurde das zu 90 % zerstörte Goldap zusammen mit der südlichen Hälfte Ostpreußens unter polnische Verwaltung gestellt. Die Schreibweise des Ortsnamens wurde in Gołdap abgeändert. Soweit die Einwohner nicht geflohen waren, wurden sie in der darauf folgenden Zeit vertrieben und durch Polen aus dem Umland von Wilna ersetzt.
Der Nordteil des Landkreises Goldap mit dem größten Teil der Rominter Heide wurde dagegen unter sowjetische Verwaltung gestellt. Gołdap lag fortan nur rund drei Kilometer von einer nahezu undurchdringlichen Grenze entfernt und litt unter seiner abgelegenen Lage im Grenzgebiet.
Mit der Öffnung der Grenze nach 1991 wurde die Stadt zu einem Grenzhandelsort. Seit 2002 ist Gołdap wieder Sitz eines gleichnamigen Kreises.
Goldap war unter anderem bekannt durch große Vieh- und Pferdemärkte und den zweitgrößten Marktplatz Ostpreußens (und Deutschlands). Berühmt war Goldap durch seine vielen Schuster, die einen bedeutenden Anteil der Bevölkerung stellten. Außerdem genossen Tuchmacher, Hutmacher, Strumpfstricker, Gerber und Bäcker Goldaps überregionale Bekanntheit. Von den Goldaper Kringeln und Brezeln wurden sogar einige Tonnen nach Batavia (Jakarta) exportiert. Auch der Goldaper Met war berühmt. „Die Bewohner der Stadt haben den Namen Ferkelmacher, weil ein boshafter Maler eine in Öl gemalte Sau mit Ferkeln dem eigentlichen Wappen der Stadt, das er in Wasserfarben malte, geschickt unterzulegen verstand“.
Redensart: „Goldap brennt“, wenn man dringend auf die Toilette muss.

### Architektur

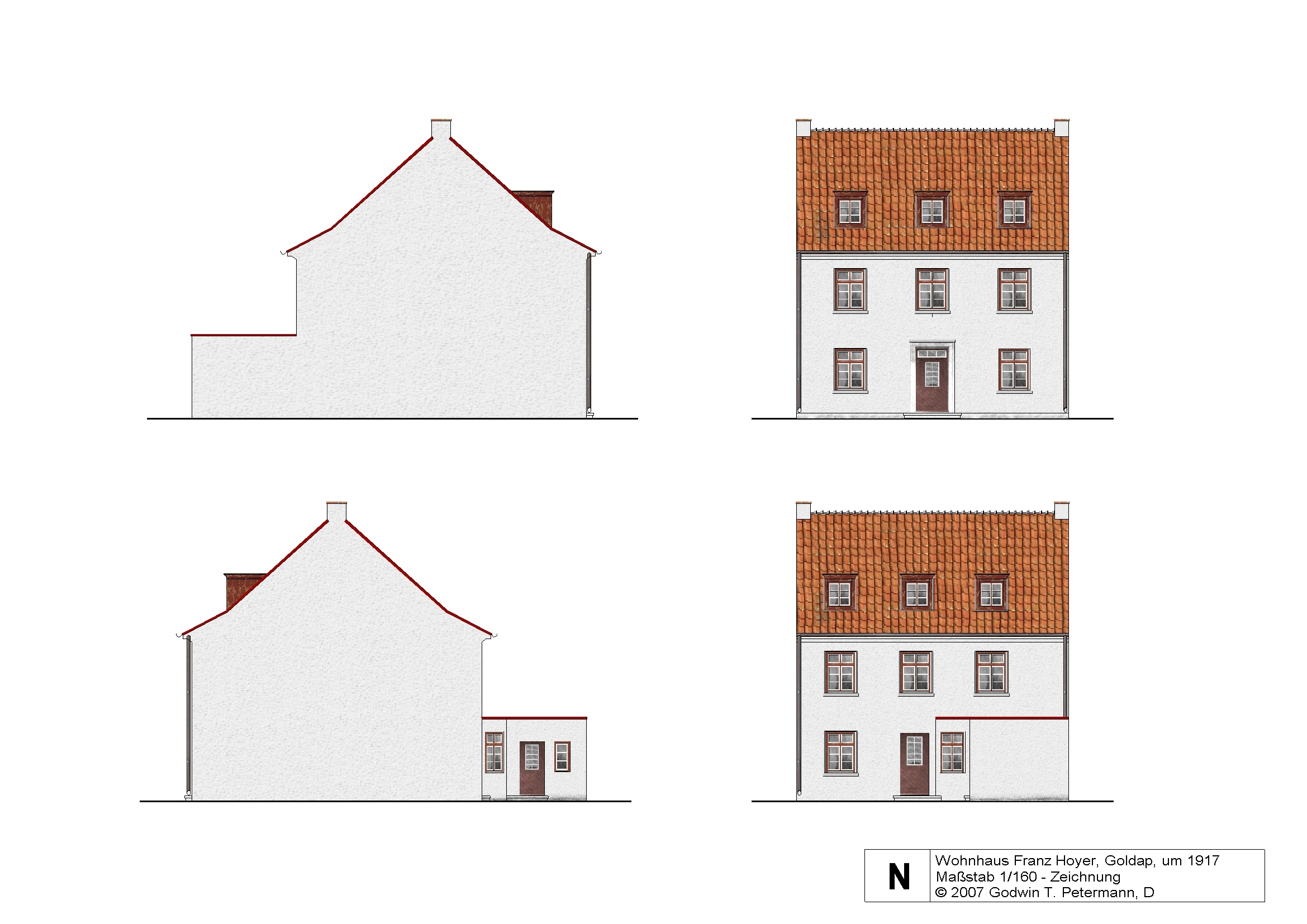
Wohnhaus Franz Hoyer in Goldap, ca. 1917/18

Nach den Zerstörungen zu Beginn des Ersten Weltkrieges wurde ein „Wiederaufbauprogramm Ostpreußen“ durchgeführt, an dem die Architekten Hans J. Philipp und Fritz Schopohl (Werkbund-Architekt) großen Anteil hatten. Die äußere Gestaltung der neuen Häuser orientierte sich an der bekannten Architektur Ostpreußens: Pfannendach auf Stülpschalung, auf dem Land wurde überwiegend rauer Kellenputz, in der Stadt Kratzputz verwendet. Die Fenster erhielten in den feststehenden Blendrahmen dunklen, in dem Flügelholz weißen Anstrich. Die Gebäude wurden auf den Fundamenten oder Kellermauern der zerstörten Häuser aufgebaut, oft jedoch wurden durch andere Grundrisse die Größe der Neubauten verändert. Ein typisches Gebäude aus dem Wiederaufbauprogramm Ostpreußens ist/war das „Kleinbürgerhäuschen“ von Franz Hoyer, das als Reihenhaus konzipiert war.
Auf dem Markt stand vor dem Gerichtsgebäude ein Ehrenmal für die Gefallenen des Infanterie-Regiments Graf Dönhoff (7. Ostpreußisches) Nr. 44.

## Einwohnerzahlen
| Jahr | Ein- wohner | Anmerkungen                                                                   |
| ---- | ----------- | ----------------------------------------------------------------------------- |
| 1782 | über 3.000  | ohne die Garnison                                                             |
| 1819 | 03.010      | mit Einschluss von Militärpersonen                                            |
| 1875 | 04.809      | [ 11 ]                                                                        |
| 1880 | 05.313      | [ 11 ]                                                                        |
| 1890 | 07.161      | davon 358 Katholiken und 60 Juden                                             |
| 1933 | 09.438      | [ 11 ]                                                                        |
| 1939 | 11.578      | davon 10.876 Evangelische, 385 Katholiken, 115 sonstige Christen und 19 Juden |

## Religionen

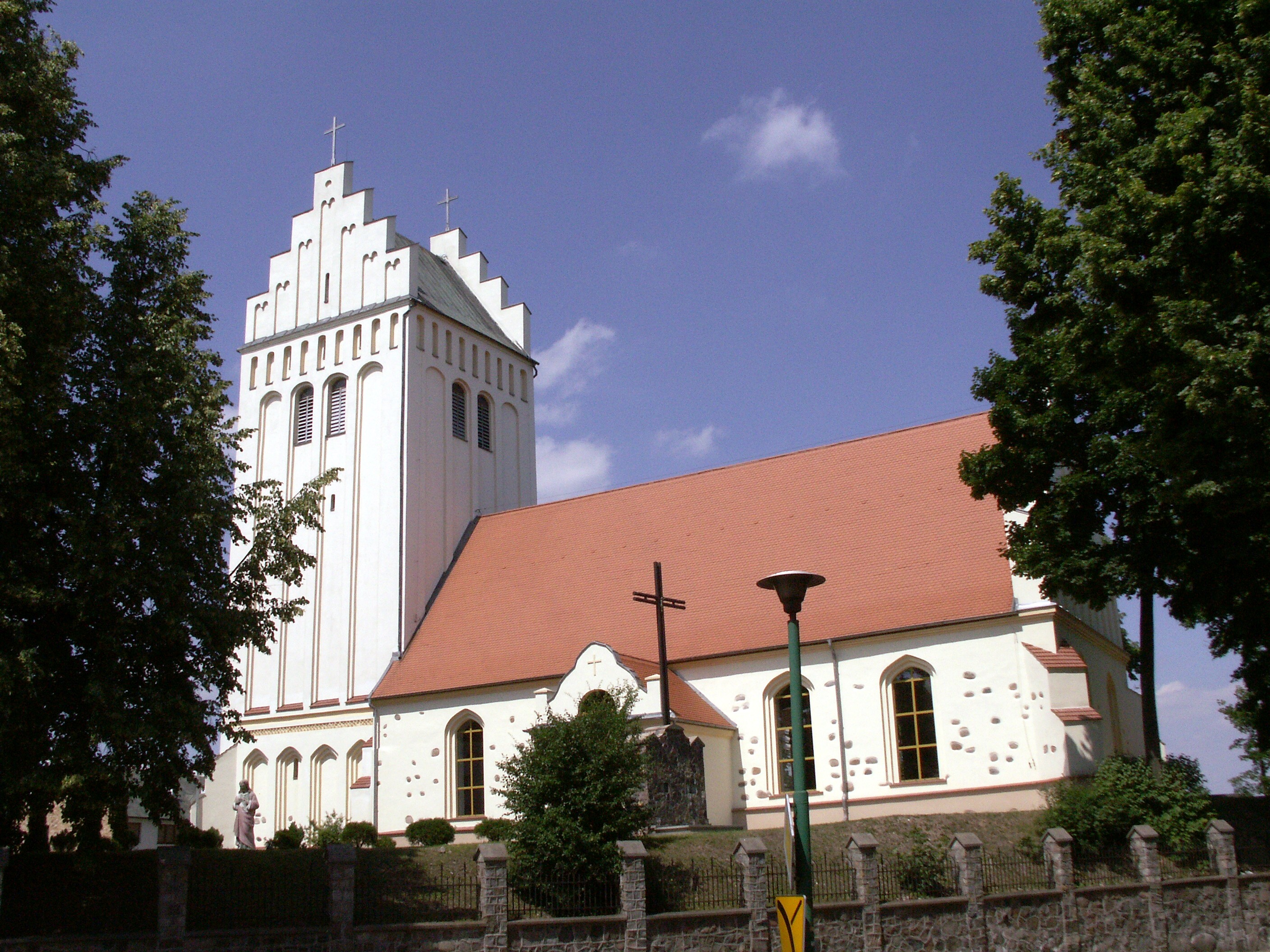
Die Marienkirche (ehemals Alte Kirche)

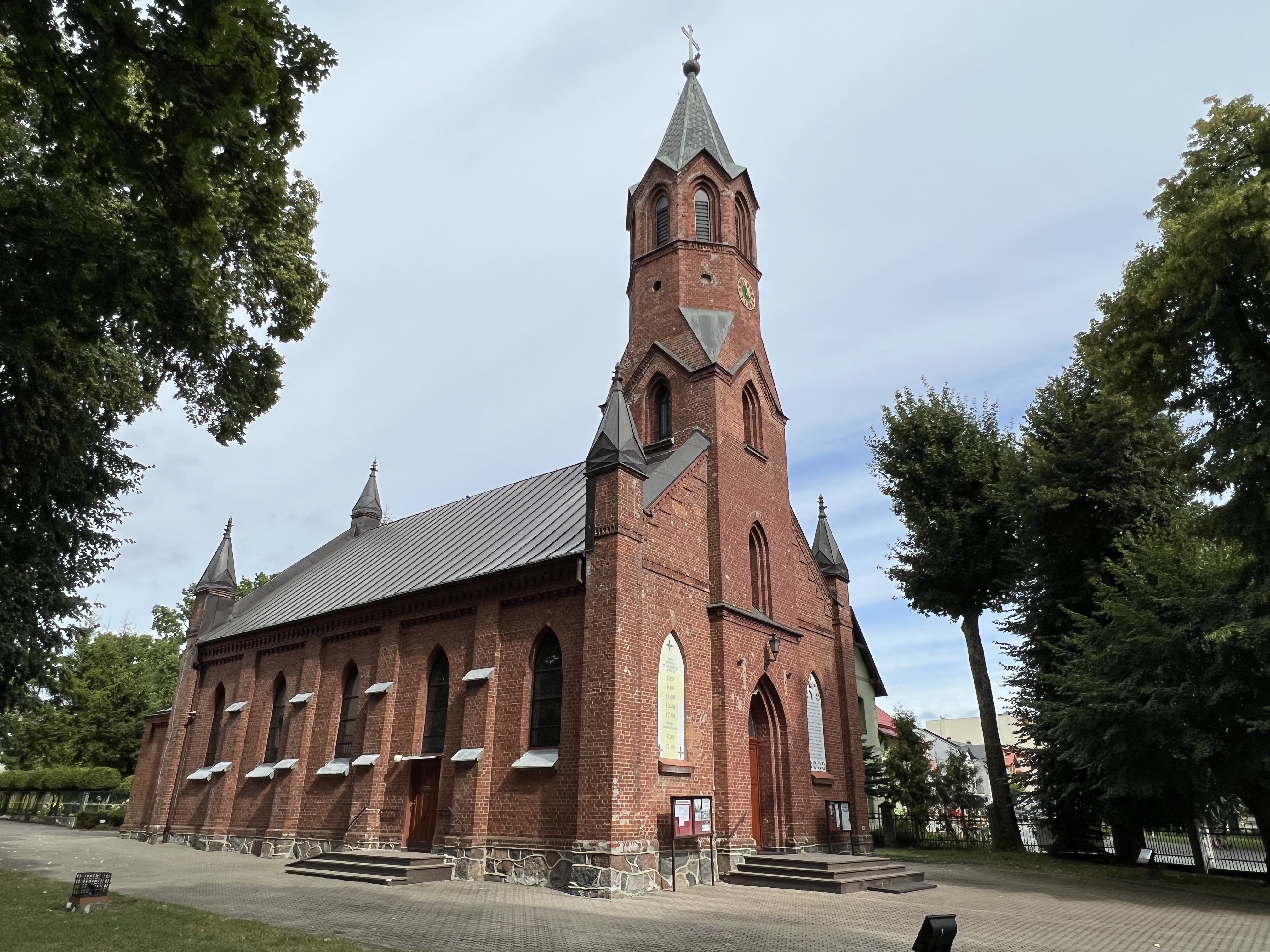
St.-Leo-Kirche

### Kirchengebäude

#### Marienkirche, ehemals Alte Kirche
Am 14. Mai 1570 erfolgte die Landverschreibung für den ersten Kirchenbau, der um 1580 begonnen und nach mehr als zehn Jahren fertiggestellt wurde. Nach einem Brand im Jahre 1623 erfolgte ein Neubau des Kirchenschiffs aus Feldsteinen und Ziegeln in den Jahren bis 1627. Dieser Bau stand bis 1944, auch wenn im Januar 1818 durch einen Orkan noch größerer Schaden entstanden war. Im pyramidal geschlossenen Turm befanden sich zwei Glocken aus den Jahren 1635 und 1705. Im Kircheninnern stand ein Kanzelaltar von Bildhauer Pfeffer aus Königsberg.
Bei den Kämpfen um Goldap 1944/45 wurde die Alte Kirche schwer zerstört. In den frühen 1980er Jahren erfolgte der Wiederaufbau im ursprünglichen Baustil, und 1984 wurde die Kirche, bisher evangelisches Gotteshaus, jetzt von der römisch-katholischen Kirche neu geweiht mit der Namensgebung Najświętszej Maryi Panny Matki Kościół. Seit 1992 ist sie Konkathedrale im Bistum Ełk.

#### Ehemalige Neue Kirche
An der Stelle einer früheren reformierten und Garnisonkirche entstand durch General Daniel Friedrich von Lossow 1778 der Bau eines neuen Kirchengebäudes. Bis 1817 war sie ein reformiertes Gotteshaus. Wegen Baufälligkeit musste die Kirche 1842 geschlossen werden. 1856 erfolgte ein Neubau auf dem Goldaper Markt: Ein neugotischer Ziegelrohbau mit einem hohen Turm. In den Kriegswirren 1944/45 wurde das Gotteshaus zerstört und brannte bis auf den Turm aus. Der Turm wurde 1956 abgerissen. Ein Wiederaufbau der Kirche erfolgte nicht.

#### St.-Leo-Kirche
Bei der Leo-Kirche (Kościół św. Leona) handelt es sich um ein Bauwerk aus dem Jahre 1894, das schon immer ein katholisches Gotteshaus war und es auch heute noch ist. Das Gebäude überstand den Krieg nahezu unbeschadet.

#### St.-Josef-Kirche
Die jüngste Kirche unter den Goldaper Gotteshäusern wurde 1991 übernommen und als Kościół św. Jozefa Robotnika geweiht. Sie ist heute die dritte katholische Kirche der Stadt.

### Kirchengemeinde

#### Evangelische Gemeinde
Bis 1945 bestanden in Goldap zwei evangelische Gemeinden, die der Alten bzw. der Neuen Kirche zugeordnet waren. In früherer Zeit wurden die Gottesdienste in Deutsch, Litauisch und Polnisch gehalten, später nur noch in Deutsch. Die litauische Gemeinde wurde vom ersten Pfarrer, die polnische Gemeinde vom zweiten Pfarrer (Diakonus) der Alten Kirche versehen. 1890 lebten 6.743 evangelische Kirchenglieder in der Stadt, 1939 waren es 10.876. Zum Bezirk der Alten Kirche gehörte der nördliche Teil der Stadt mit zwanzig Ortschaften der Umgebung, der südliche Teil mit neun Kirchspielorten war der Neuen Kirche zugeordnet. Beide Gemeinden gehörten bis 1945 zum Kirchenkreis Goldap in der Kirchenprovinz Ostpreußen der Kirche der Altpreußischen Union.
Aufgrund von Flucht und Vertreibung infolge des Zweiten Weltkrieges sank die Zahl der evangelischen Kirchenglieder fast auf Null. In den Nachkriegsjahren fand sich jedoch in Gołdap wieder eine kleinere evangelische Gemeinde, die zusammen mit Menschen aus dem weiteren Umland sich hier wieder ein Zentrum schuf. Die Kirchengemeinde Gołdap ist Filialgemeinde der Kirche in Suwałki (Suwalken) innerhalb der Diözese Masuren der Evangelisch-Augsburgischen Kirche in Polen.

##### Kirchspielorte (bis 1945)
Zum Kirchspiel Goldap (Alte und Neue Kirche) gehörten vor 1945 neben der Stadt Goldap 30 Orte:
| Name          | Änderungsname 1938 bis 1945 | Heutiger Name      |               | Name                   | Änderungsname 1938 bis 1945 | Heutiger Name |
| ------------- | --------------------------- | ------------------ | ------------- | ---------------------- | --------------------------- | ------------- |
| Abrahamsruh   |                             | Jabramowo          | Klein Dumbeln | Kräuterwiese           | Maloje Ischewskoje          |               |
| Amberg        |                             | Podgórze           | *Collnischken | Burgfelde              | Kolniszki                   |               |
| Ballupönen    | Ballenau                    | Bałupiany          | *Kosmeden     |                        | Kośmidry                    |               |
| *Barkehmen    | Barkau                      | Barkowo            | *Kuiken       | Tannenhorst            | Kujki Dolne                 |               |
| *Buttkuhnen   | Bodenhausen                 | Botkuny            | *Liegetrocken |                        | Łobody                      |               |
| Czerwonnen    | Rotenau                     | Czerwone           | Mittel Jodupp | Mittelholzeck          | Czarnowo Średnie            |               |
| Friedrichowen | Friedrichau                 | Wrotkowo           | *Ossöwen      | Ossau                  | Osowo                       |               |
| Gehlweiden    |                             | Galwiecie          | *Pietraschen  | Rauental               | Pietrasze                   |               |
| Grilskehmen   | Grilsen                     | Grygieliszki       | *Rakowken     | Stoltznersdorf         | Rakówek                     |               |
| Groß Dumbeln  | Erlensee                    | Maloje Ischewskoje | Samonienen    | Klarfließ              | Samoniny                    |               |
| Groß Jodupp   | Holzeck                     | Czarnowo Wielkie   | Schillinnen   | Heidensee              | Szyliny                     |               |
| Groß Wronken  | Winterberg                  | Wronki Wielkie     | Schuiken      | Spechtsboden           | Prochladnoje                |               |
| Jeblonsken    | Urbansdorf                  | Jabłońskie         | *Skötschen    | Grönfleet              | Skocze                      |               |
| *Johannisberg |                             | Janowo             | *Sutzken      | (ab 1933:) Hitlershöhe | Suczki                      |               |
| *Jörkischken  | Jarkental                   | Jurkiszki          | *Wilkatschen  | Birkendorf             | Wiłkajcie                   |               |

##### Kirchenkreis Goldap
Goldap war bis 1945 zentraler Ort eines Kirchenkreises innerhalb der Kirchenprovinz Ostpreußen der Kirche der Altpreußischen Union. Diesem Kirchenkreis, dessen letzter Superintendent der Goldaper Pfarrer Wilhelm Krüger war, waren neun Kirchengemeinden zugeordnet. Das Gebiet des damaligen Kirchenkreises wird heute von der polnisch (PL)-russischen (RUS) Staatsgrenze durchschnitten:
| Name (bis 1945/46)                                                                           | Heutiger Name/Land |                                                              | Name (bis 1945/46)               | Heutiger Name/Land |
| -------------------------------------------------------------------------------------------- | ------------------ | ------------------------------------------------------------ | -------------------------------- | ------------------ |
| Dubeningken, 1938–1945: Dubeningen mit Hubertuskapelle in Jagdhaus Rominten =Raduschnoje/RUS | Dubeninki/PL       | Groß Rominten, 1938–1946: Hardteck                           | Krasnolessje/RUS                 |                    |
| Gawaiten, 1938–1946: Herzogsrode                                                             | Gawrilowo/RUS      | Gurnen                                                       | Górne/PL                         |                    |
| Goldap, Alte Kirche/Neue Kirche                                                              | Gołdap/PL          | Szittkehmen, 1936–1938: Schittkehmen, 1938–1946: Wehrkirchen | Żytkiejmy/PL, und: Saslonowo/RUS |                    |
| Grabowen, 1938–1945: Arnswald                                                                | Grabowo/PL         | Tollmingkehmen, 1938–1946: Tollmingen                        | Tschistyje Prudy/RUS             |                    |

#### Katholische Gemeinde
Eine katholische Gemeinde bestand in Goldap seit 1894. 1890 lebten in der Stadt 358 Gemeindeglieder, 1939 waren es 385, und etwa 1.000 Menschen in den umliegenden Ortschaften kamen hinzu. An Goldap angegliedert war die Gemeinde in Darkehmen (1938–1946 Angerapp, heute russisch: Osjorsk).
Heute gibt es in Gołdap drei katholische Pfarrgemeinden, die zum Dekanat Gołdap im Bistum Ełk der Katholischen Kirche in Polen gehören.

##### Dekanat Gołdap
Dem Dekanat Gołdap sind neben den drei Gołdaper Pfarrgemeinden vier weitere aus dem Umland zugeordnet:
- Banie Mazurskie (Benkheim)
- Górne (Gurnen)
- Grabowo (Grabowen, 1938–1945 Arnswald)
- Żabin (Klein Szabienen, 1936–1938 Klein Schabienen, 1938–1945 Kleinlautersee)

## Politik

### Wappen
Blasonierung: „Schrägrechts geteilt; oben in Silber der rote (brandenburgische) Adler, wachsend, die Brust ist mit einem silbernen „S“ belegt, unten schräggeviertet von Schwarz und Silber.“
Am 14. Mai 1570 verlieh Herzog Albrecht Friedrich von Preußen der Stadt obiges Wappen, wobei merkwürdig ist, dass der rote markgräfliche Adler „ein S am Halse“ hat, wie es doch nur der schwarze preußische Adler als Zeichen seiner Lehensabhängigkeit von König Sigmund von Polen tragen musste.

### Partnerstädte
- Stade, Deutschland
- Giv'at Schmuel, Israel
- Šakiai, Litauen

## Sehenswürdigkeiten

### Wasserturm

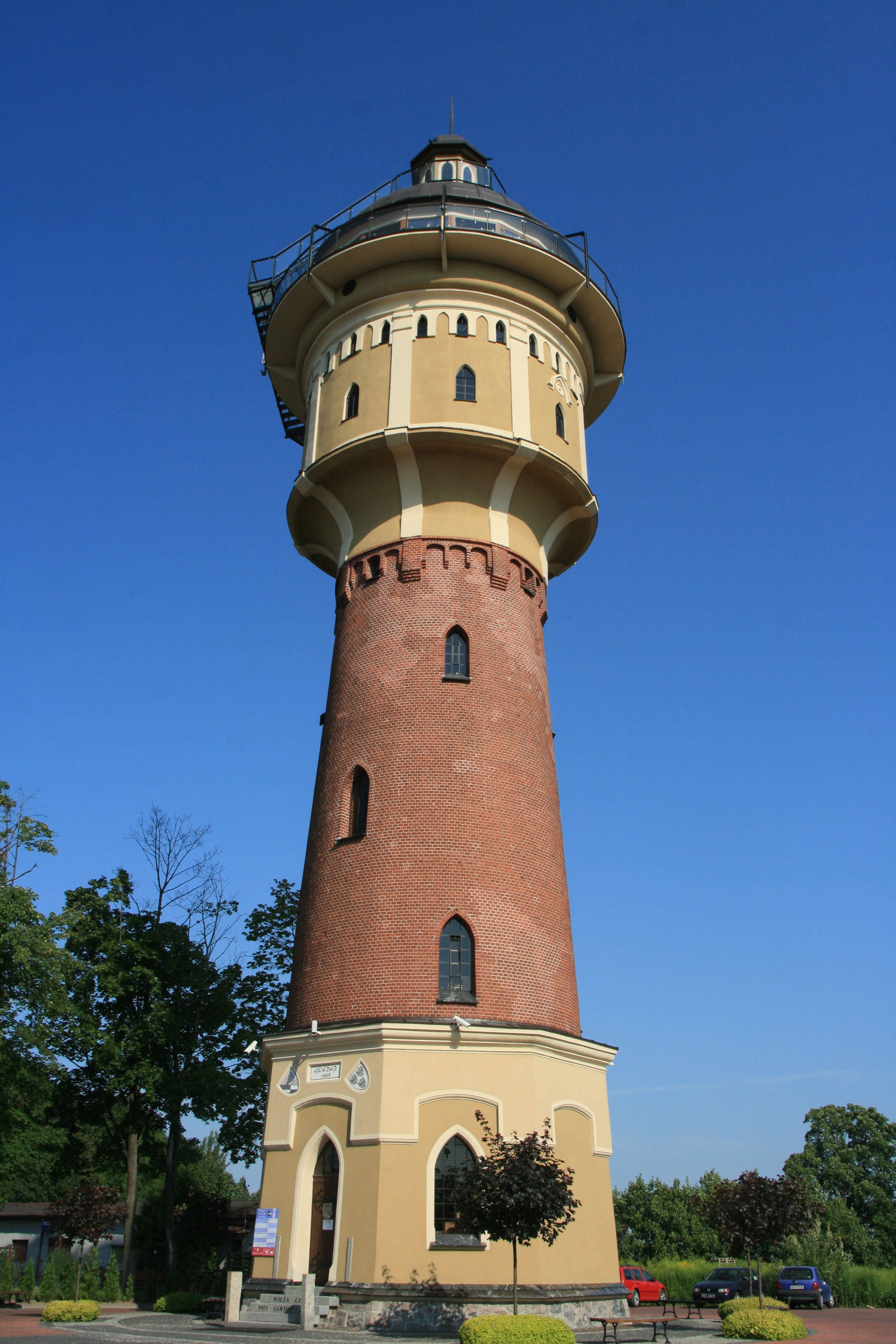
Wasserturm Goldap

Zu einem der wenigen erhaltenen historischen Bauwerke in Goldap zählt der im Jahr 1905 von der Danziger Firma „A.W. Müller“ errichtete Wasserturm, der einst Bestandteil des Wasserwerkes der Stadt war. Der Wasserturm ist aus roten gebrannten Ziegeln errichtet und hat eine Höhe von 46,5 Meter. Er besteht aus sieben Stockwerken und ist mit einem kugelförmigen Dach mit einer aufgesetzten Laterne als Turmspitze ausgeführt. Der Wasserbehälter der einst in seinem Inneren installiert war, fasste 250 Kubikmeter.
Der Wasserturm, der sich etwas abseits der Innenstadt befindet, überstand sowohl den Ersten als auch den Zweiten Weltkrieg nahezu unbeschadet. Lediglich kleinere Schäden durch Projektile von Handfeuerwaffen beschädigten das Mauerwerk.
Bis zum Jahr 1986, als es zu einem Riss im Wasserbehälter kam und der Wasserturm daraufhin außer Betrieb gesetzt werden musste, konnten die Einwohner von Goldap über den Wasserturm mit Wasser versorgt werden.
Bis zum Jahr 2008 verfiel der Wasserturm, bis er von einer Privatperson erworben und bis zum Jahr 2009 umfangreich restauriert wurde. Am 17. Juli 2009 konnte der Wasserturm feierlich wiedereröffnet werden.
Heute wird der Wasserturm nicht mehr zur Wasserversorgung genutzt, sondern ist eine der Sehenswürdigkeiten der Stadt. Im oberen Bereich des Turmes wurde über zwei Etagen ein Café eingebaut, wobei die obere Etage rundum verglast ist und einen fantastischen Rundblick erlaubt. Zusätzlich ist es möglich, den Turm außerhalb des Cafés komplett zu umrunden und auch zu der aufgesetzten Laterne über eine außen liegende Treppe aufzusteigen. Der Aufstieg zum Café kann sowohl über einen eingebauten Fahrstuhl als auch über Treppen erfolgen. Jede einzelne Etage ist dabei einem Themenbereich gewidmet und mit unterschiedlichsten historischen Dokumenten, Mobiliar oder anderen Gegenständen ausgestattet. Im Erdgeschoss befindet sich der Kassenbereich und ein kleiner Souvenir Shop.

## Verkehr
In Goldap endet der Europäische Fernwanderweg E11 aus Scheveningen
Bei Goldap an der Grenze zu Russland beginnt die Landesstraße 65, die nach 224 km in Bobrowniki an der belarussischen Grenze endet.

### Schienen

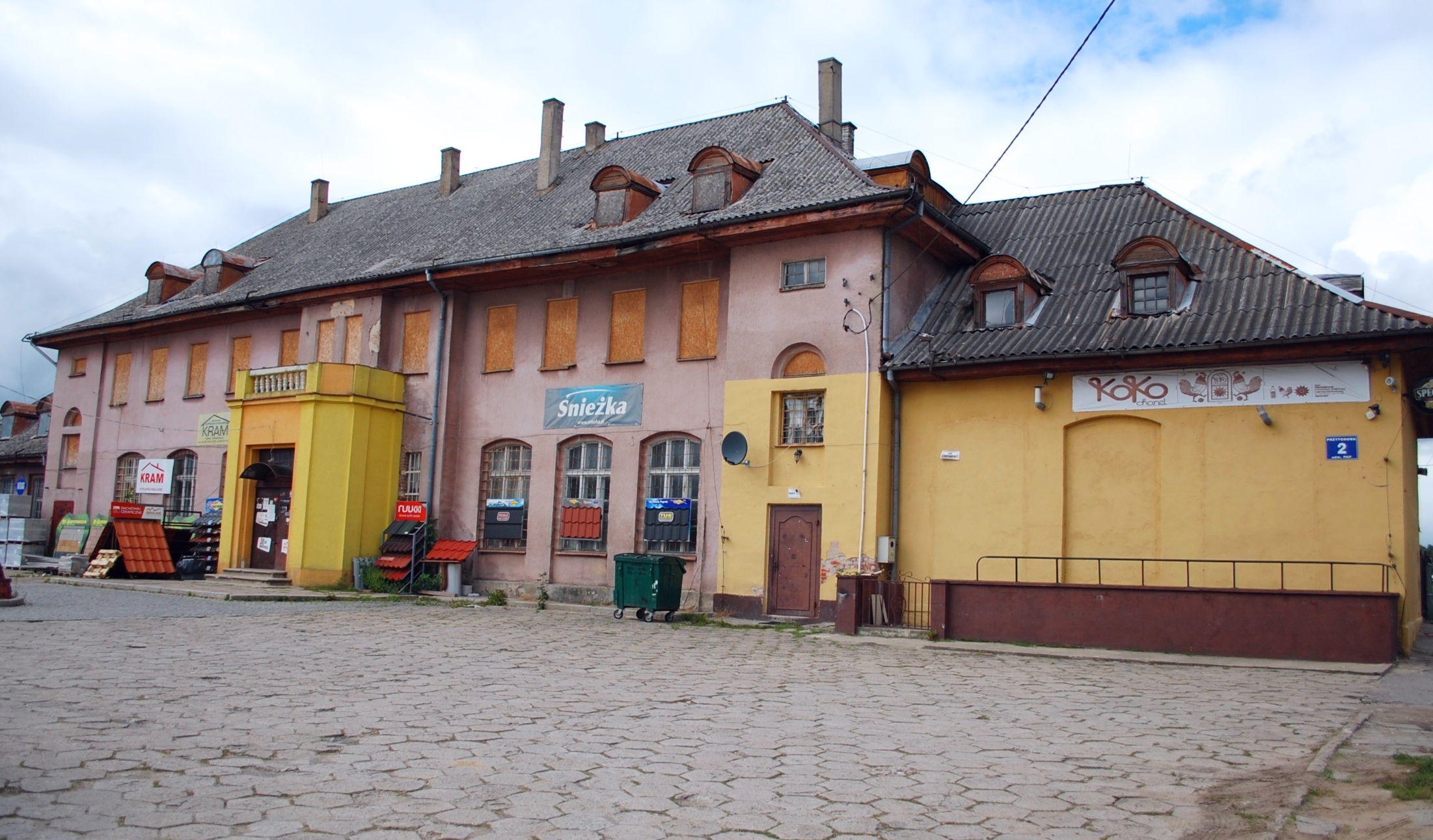
Ehemaliger Bahnhof Gołdap

Im Jahre 1879 wurde Goldap an das Eisenbahnnetz angeschlossen, als die Bahnstrecke Insterburg–Lyck in Betrieb genommen wurde. Damit hatte Goldap Anschluss an die Preußische Ostbahn nach Königsberg (Preußen) und Berlin bekommen. Im Jahre 1897 folgte die Eröffnung der Bahnstrecke Angerburg–Goldap, die vier Jahre später eine nördliche Verlängerung in der Bahnstrecke Goldap–Stallupönen fand.
Mit der Bahnlinie nach Stallupönen war nun auch eine Verbindung in die Rominter Heide geschaffen. Sie erhielt 1927 eine Ergänzung durch die auch „Kaiserbahn“ genannte Bahnstrecke Goldap–Szittkehmen, die abschnittsweise errichtet wurde und in Szittkehmen den Anschluss an eine Bahnstrecke nach Gumbinnen herstellte.
Von den damaligen Bahnstrecken wurden kriegsbedingt und später auch aus Rentabilitätsgründen alle Linien aufgegeben. Heute hat Gołdap keinen Bahnanschluss mehr.

## Persönlichkeiten

### Söhne und Töchter der Stadt
In chronologischer Reihenfolge
- Johann Friedrich Hartknoch (1740–1789), Verleger
- Joseph Theodor Sigismund von Baczko (1751–1840), preußischer General
- Wilhelm Franz Epha (1828–1904), Düneninspektor auf der Kurischen Nehrung
- Emil Drenker (1839–1887), deutscher Theateragent
- Ferdinand Krieger (1858–1919), Tiefbauingenieur in Königsberg
- Johannes Thiele (1860–1935), Zoologe und Malakologe
- Richard Skowronnek (1862–1932), Journalist und Schriftsteller
- Carl Zarniko (1863–1933), deutscher Mediziner
- Paul Ferdinand Schmidt (1878–1955), deutscher Kunsthistoriker, Galerist und Kunstkritiker
- Erich Sack (1887–1943), evangelischer Pfarrer, Widerstandskämpfer gegen den Nationalsozialismus, umgekommen im KZ Dachau
- Alfred Partikel (1888–1945), Landschaftsmaler Ostpreußens
- Franz Krause (1889–1984), Senatspräsident am Bundessozialgericht und Komponist
- Peter Kaufmann (1890–1982), Vorsteher des Diakonissen-Mutterhauses der Barmherzigkeit
- Rudolf Trautvetter (1891–1982), deutscher General
- Rudolf Leidreiter (1896–1975), deutscher Maler
- Werner Laskowski (1908–1973), Landrat im Landkreis Friedeberg Nm., Direktor des Statistischen Landesamtes Schleswig-Holstein
- Ursula Schmidt-Tintemann (1924–2017), Plastische Chirurgin
- Karl Schedereit (1925–2011), deutscher Regisseur und Dokumentarfilmer
- Dietmar Lemcke (1930–2020), deutscher Maler und Hochschullehrer
- Edmut Kluge (1933–2019),  deutscher Mundartautor
- Ingrid Prignitz, geb. Kaulbach (1936–2007), Germanistin und (späterhin) Lektorin am Hinstorff Verlag Rostock
- Katrin Fuchs (* 1938), deutsche Politikerin (SPD)
- Knut Koch (* 1941), deutscher Schauspieler und Autor
- Jürgen Wilke (* 1943), deutscher Kommunikations- und Medienwissenschaftler
- Sylwester Czereszewski (* 1971), polnischer Fußballspieler

### Mit der Stadt verbundene Persönlichkeiten
- Gotthold Samuel Abraham Seemann (1772–1835), Landrat zu Goldap